# Anthony Ervin
Anthony Lee Ervin (Burbank, 26 maggio 1981) è un nuotatore statunitense.

## Biografia
Specializzato nello stile libero ha vinto una medaglia d'oro e una d'argento ai Giochi olimpici di Sydney 2000, e due medaglie d'oro a Rio 2016.
Ervin entrò a far parte della squadra olimpica di nuoto nel 2000. Ritiratosi dalle competizioni nel 2003, all'età di 22 anni, mise all'asta la sua medaglia d'oro olimpica su eBay per aiutare i sopravvissuti dello tsunami del 2004 che colpì il sud-est asiatico. Tornò ad allenarsi nel 2011 e riuscì a qualificarsi per i Giochi olimpici di Londra del 2012, dove arrivò quinto nei 50m sl.
Sulla sua distanza preferita, partecipa anche alle Olimpiadi del 2016 di Rio de Janeiro, dove a distanza di 16 anni da Sydney 2000 e a 35 anni d'età, rivince l'oro olimpico sui 50m sl, dopo un altro oro vinto con la staffetta 4x100m sl.

## Palmarès
- Olimpiadi

Sydney 2000: oro nei 50m sl e argento nella 4x100m sl.
Rio de Janeiro 2016: oro nei 50m sl e nella 4x100m sl.
- Mondiali

Fukuoka 2001: oro nei 50m sl e nei 100m sl.
Barcellona 2013: argento nella 4x100m sl.
- Mondiali in vasca corta

Istanbul 2012: oro nella 4x100m sl e nella 4x100m misti e bronzo nei 50m sl.
- Giochi PanPacifici

Yokohama 2002: argento nei 50m sl e nella 4x100m sl.
Gold Coast 2014: argento nei 50m sl e nella 4x100m sl.